# Паразитске биљке
Паразитске биљке су оне биљке које живе на другим биљкама (биљка-домаћин), хранећи се у потпуности или делимично на њихов рачун. При томе биљци-домаћину не узвраћају ни на који начин, а у неким случајевима домаћину проузрокују и екстремну штету. Основна карактеристика паразитских биљака је постојање хаусторија, специјализованих кореноликих органа који продиру у домаћина и успостављају васкуларну везу између две биљке. Све паразитске биљне врсте су ангиосперме и припадају различитим паразитским породицама, међу којима су Balanophoraceae, Orobanchaceae, Rafflesiaceae и друге.
Појам паразит изведен је од грчких речи пара – поред и ситос – храна, односно онај ко се храни на туђи рачун.

## Зависност од биљке-домаћина
Паразитски биљке еволуирале су од непаразитских биљака, чиме су претрпеле еволуциони прелаз од аутотрофних на хетеротрофне организме. Промене паразитских врста у односу на њима сродне слободне врсте резултат су регресивне еволуције, процеса у ком долази до морфолошког и физиолошког поједностављивања, регресије, дегенерације или редукције органа који су у одређеним условима постали неважни.
Паразитске биљке разликују се према степену зависности од биљке-домаћина у погледу снабдевања водом и хранљивим материјама. Према томе да ли храну и воду узимају од биљке-домаћина у потпуности или само делимично, паразитске биљке могу се класификовати као: потпуни паразити (холопаразити) или полупаразити (хемипаразити):
- Холопаразити не производе хлорофил и у потпуности зависе од биљке-домаћина, без ког не могу постојати;
- Хемипаразити или полупаразити имају способност да самостално производе хлорофил и самим тим врше фотсинтезу макар у једном периоду свог живота,[6] па њихова исхрана само делимично зависи од биљке-домаћина.[7]

Тако су, на пример, врсте из рода Cuscuta (вилина косица) потпуни паразити, док је имела (Viscum album) полупаразит.
Паразитске биљке разликују се и према томе да ли им је потребан домаћин како би заокружиле свој животни циклус. Према овој подели постоје прави (облигатни) паразити и условни (факултативни) паразити:
- Прави (облигатни) паразити имају апсолутну потребу за домаћином. Сви холопаразити су, по дефиницији, облигатни. Полупаразити су способни да врше фотосинтезу, али је неким врстама домаћин неопходан за репродукцију, па су у том смислу облигатне.
- Условни (факултативни) паразити могу да живе и размножавају се у одсуству домаћина, али уприроди обично задржавају неки вид паразитске повезаности са биљком-домаћином.[7]

## Морфологија паразитских биљака
Паразитизам се у биљном свету манифестује на различите начине. Неке врсте живе као паразити на корену својих домаћина, док друге паразитирају на изданцима, односно гранама. Сама хаусторија може се развити из корена или из стабљике - у зависности од паразитних врста и хаусторије приказују широк спектар морфолошке различитости.
Паразити могу расти екстерно - на домаћину (ектопаразити), или интерно - унутар домаћина (ендопаразити). Већина паразитских врста биљака су ектопаразити и само њихове хаусторије продиру у ткиво домаћина, из ког црпу храну за паразита који се налази ван домаћина. Међутим неке паразитске врсте расту тако да се сви вегетативни органи формирају унутар биљке-домаћина, а на површини се појављује само цвет. Најпознатији пример за ову појаву су врсте из рода Rafflesia, које расту унутар врста тропских лијана из рода Tetrastigma.
Постоје многи примери специфичних морфолошких промена или промена у животни циклусу ових биљака, које су настале или као потреба за паразитирањем или као последица преласка са аутотрофног на хетеротрофни начин живота. Холопаразити, који немају потребу да апсорбују воду из земљишта, могу имати коренов систем који је у великој мери редукован, или га уопште нема. Слично томе листови, који нису потребни за процес фотосинтезе, могу бити редуковани на величину љуспи, а боја паразитских биљака може се кретати од крем жуте до љубичасте, јер не стварају хлорофил. Примери оваквих морфолошких промена уочљиви су код вилине косице, која не формира корен, а листови су крајње редуковани, па цела биљка изгледа као дуга, кончаста, жута или наранџаста стабљика са мрежом хаусторија којима се везује за домаћина. Цветови паразитских врста често су слични онима код непаразитских биљака, мада постоје и екстремни примери, какви су већ поменути цветови Rafflesia врста или бизарне меснате цвасти врста из породице Hydnora.

## Проналажење домаћина
Да би живеле и размножавале се, паразитске биљке морају бити у стању да препознају присуство суседне биљке-домаћина и да имају развијене механизме којима обезбеђују да њихово семе доспе на одговарајућег домаћина. Постоје паразити који су способни да расту на различитим врстама домаћина, али и оне којима је за живот неопходна само једна одређена биљка-домаћин.
За клијање семена паразитских биљака са широким спектром могућих домаћина потребни су исти услови као и за непаразитске биљке. Оне морају да произведу семе које може да клија у непосредној близини биљке-домаћина. Семе паразитских биљака које се развијају на корењу могу да индентификују хемијске реакције у корену домаћина и тек тада изазову клијање. Када семе проклија и развије се изданак, корен мора да лоцира биљку-домаћина у земљишту и формира хаусторију са њеним кореном. Слично томе и кончасти изданак вилине косице се издужује и „чита” информације о боји хемијском саставу домаћина, како би према њему оријентисала свој раст. Када изданак „препозна” домаћина почиње да се омотава око њега и формира хаусторијалне везе. Паразитске биљке које расту на гранама домаћина често имају плодове атрактивних боја, који привлаче птице, које их разносе до домаћина. Такав је случај код имеле, чији плодови садрже и слузаву материју висцин, која помаже семену да остане залепљено за грану домаћина до клијања.
Паразитске биљке које су се специјализовале за живот на само једној одређеној биљној врсти развијају посебне механизме како би допрле до свог домаћина. Најбоље проучени примери су паразити из породице воловотки (Orobanchaceae). Њихово семе, које је изузетно ситно, може годинама задржати клијавост и чекати у земљи да се у близини појави корен одговарајућег домаћина. У том тренутку семе паразита детектује хемијске сигнале, биљне хормоне које лучи корен домаћина, што изазива клијање семена паразита. Коренова клица (ембрионални корен) затим расте све док не успостави контакт са кореном домаћина (најчешће не више од 2 мм) и формира хаусторију.

### Фото галерија: формирање хаусторије
Клијање семена имеле (врста Viscum minimum) на стаблу кактуса Euphorbia horrida - формирање хаусторије и стварање везе са биљком-домаћином
- Семе имеле по засејавању
- Клијање семена имеле 4 дана по засејавању
- Клијање семена имеле 10 дана по засејавању
- Клијање семена имеле 23 дана по засејавању
- Клијање семена имеле 30 дана по засејавању

## Значај паразитских биљака
Иако се на већину паразитских биљних врсте гледа као на ливадско биље или ботаничке занимљивости, неке од њих се сматрају и коровима који могу да изазову озбиљну штету на пољопривредним културама. Међу најопаснијима су врсте из породице воловотки. Тако, на пример, врсте из рода Striga на Афричком континенту нападају житарице, укључујући кукуруз, шећерну трску, просо и пиринач. Заједнички назив за врсте овог рода је вештичји коров (енг. Witchweed), што указује на драматичан ефекат који изазивају на погођеним усевима, који нагло престају да расту и пропадају. Врсте из родова Orobanche и Phelipanche представљају главну препреку код производње махунарки, уљарица и повртарских култура из породице помоћница (Solanaceae) - парадајза, паприке, кромпира, и патлиџана, у областима Медитерана и Блиског истока. И паразити који се развијају на изданцима и гранама могу представљати веома штетне корова. Тако, на пример, различите врсте вилине косице могу потпуно уништити засаде луцерке и црвене детелине, а напада и многе повртарске врсте. Патуљасте имеле, врсте из рода Arceuthobium наносе велике штете четинарским шумама. У свим овим случајевима блиска физичка веза између паразита и домаћина у великој мери отежава борбу против корова.